# Slag bij Płowce

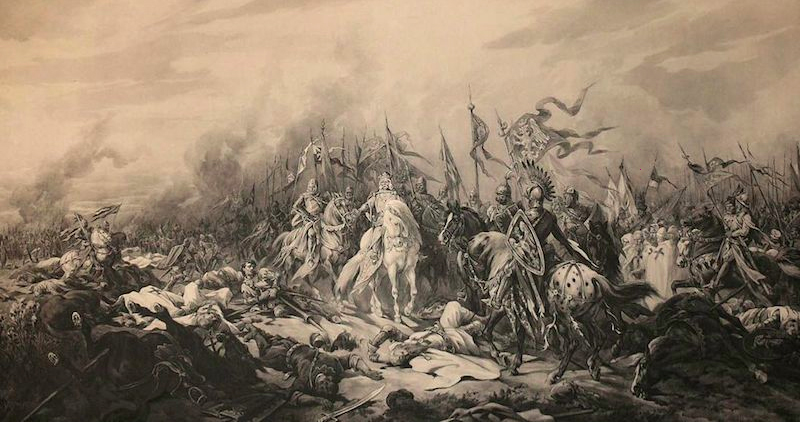
Slag bij Płowce, Juliusz Kossak

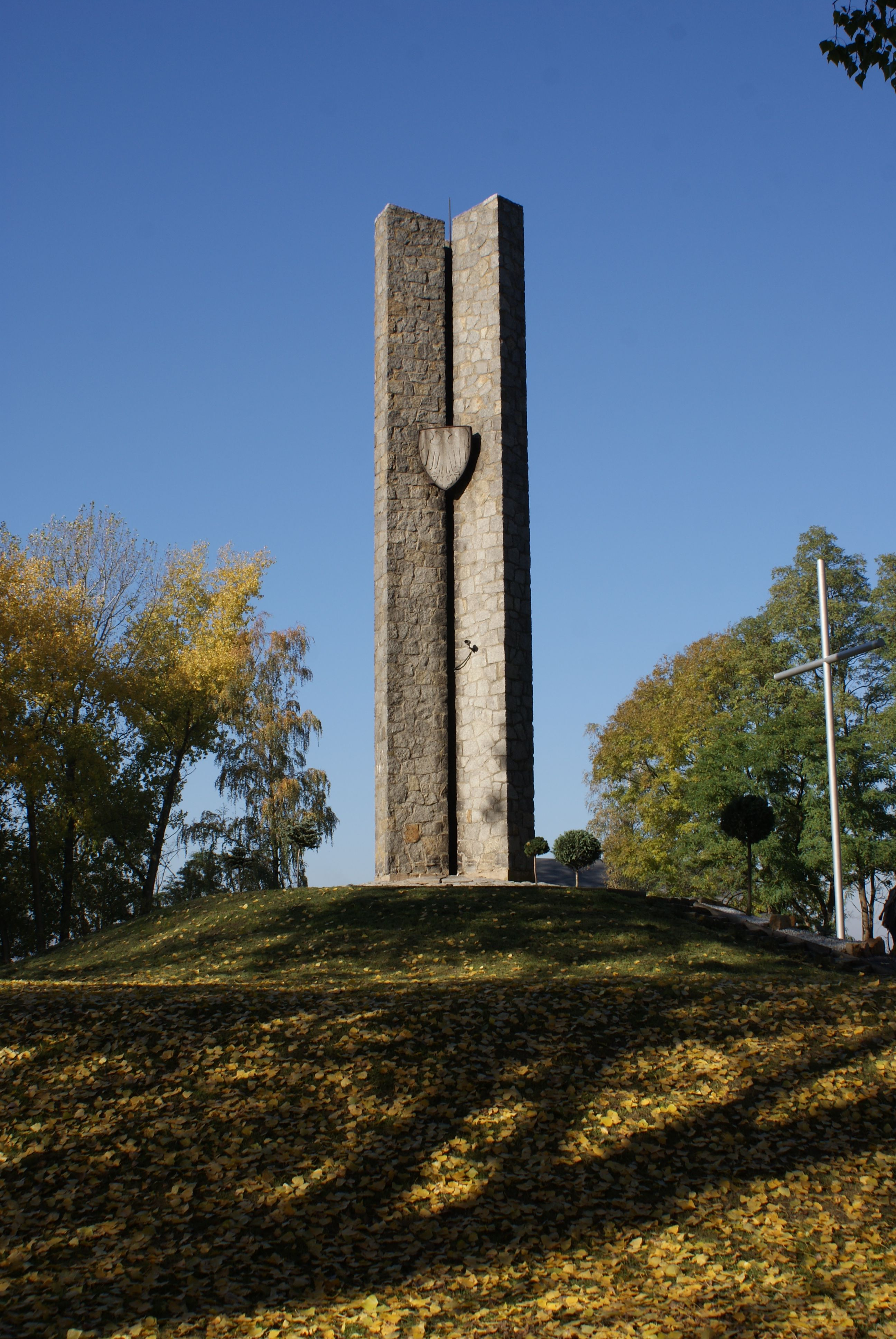
Herdenkingsmonument in Płowce.

De Slag van Płowce vond plaats op 27 september 1331 tussen een leger van Polen en de Duitse Orde.
De Duitse Orde wilde Brześć Kujawski, een belangrijke stad in Polen, veroveren. Toen ze langs de stad Płowce (in de huidige regio Koejavië-Pommeren) kwamen, besloten ze deze in te nemen. De Poolse koning Wladislaus de Korte en zijn zoon zetten de tegenaanval in en de slag begon. De slag werd door Polen gewonnen.